# Santa Maria de Jetibá
Santa Maria de Jetibá é um município brasileiro do estado do Espírito Santo. Sua população estimada em 2020 pelo Instituto Brasileiro de Geografia e Estatística (IBGE) era de 41 015 habitantes.

## História
Em 1872 e 1873 desembarcaram no porto de Vitória algumas centenas de famílias alemãs. Esses alemães eram provenientes em sua maioria da Pomerânia, então pertencente à Prússia e atualmente território da Polônia. Ao todo, chegaram ao estado do Espírito Santo 4 mil pomeranos. Os pomeranos eram um povo que vivia isolado entre a Alemanha e a Polônia, com hábitos culturais diferentes do restante da população.
Embora não se considerassem alemães, pois não havia de fato uma unificação alemã a época, os imigrantes pomeranos, assim como os de outras localidades, eram tratados como tal e foram enviados para o alto das serras, onde já tinham se instalado outros imigrantes alemães, numa região isolada por florestas. Na região das serras, antigamente habitada pelo índios botocudos (que foram dizimados), os colonos alemães passaram a se multiplicar em larga escala. Famílias com doze a vinte filhos eram comuns e, ainda hoje, os descendentes de pomeranos formam a maioria da população na região.
Na colônia houve uma divisão étnica: de um lado do rio Jucu viviam os alemães provenientes do Hunsrück e do outro lado os colonos provenientes da Pomerânia. Todavia, os pomeranos estavam em maior número e, com o passar do tempo, os hunsrückers foram assimilados pelos pomeranos. Os colonos viviam em uma região isolada por florestas e esse isolamento criou enormes dificuldades para o desenvolvimento dessa colônia. Os pomeranos vieram para o Brasil fugindo da miséria na Europa e acabaram encontrando no país abandono e passaram por grandes dificuldades.
Porém, esse isolamento contribuiu fortemente para a cultura da região: mantendo pouco contato com o restante da população brasileira, os pomeranos conseguiram manter sua cultura e idioma preservados. Ainda hoje, os descendentes dos pomeranos levam um estilo de vida muito semelhante ao dos imigrantes que ali chegaram no fim do século XIX, vivendo basicamente da agricultura de subsistência e frequentando os cultos luteranos.
Hoje estima-se que vivem no Espírito Santo aproximadamente 250 mil descendentes de imigrantes alemães, dos quais 120 mil são pomeranos.
Em 2018, um projeto de lei encaminhado pela Prefeitura Municipal à Câmara de vereadores e sancionado pelo executivo, tornou o hino da Pomerânia como co-oficial de Santa Maria de Jetibá.

### Formação administrativa
Até 1943, a localidade era conhecida como Jequitibá, sendo um distrito do município de Cachoeiro de Santa Leopoldina (depois denominado apenas Santa Leopoldina).
Pela Lei Estadual nº. 4067 de 6 de maio de 1988, o distrito é elevado à categoria de município com a atual denominação de Santa Maria de Jetibá. Além da sede, figura no município de Santa Maria de Jetibá o distrito de Garrafão.

### Demografia
A maioria da população é descendente de pomeranos e alemães.
| Cor/Raça | Percentagem |
| -------- | ----------- |
| Brancos  | 81,8%       |
| Negros   | 1,9%        |
| Pardos   | 15,6%       |
| Amarelos | 0,7%        |

Fonte: Censo 2010

## Religião
Religiões em Santa Maria de Jetibá (2010)
Segundo o Censo do Instituto Brasileiro de Geografia e Estatística (IBGE), em 2010, 77,26%   da população do município era evangélica, 20,95% eram católicos romanos, 1,16% não tinha religião, 0,11% eram Testemunhas de Jeová e 0,15% eram espíritas.

### Protestantismo
Santa Maria de Jetibá é um dos dois municípios do Espírito Santo em que o Protestantismo forma a maioria da população, junto com Laranja da Terra.
Detre as denominações protestantes em Santa Maria de Jetibá, a maioria da população é luterana, cerca de 65,32% da população do município. Os pentecostais constituem 6,5%, os batistas 2,9% da população, os adventistas são 0,68% e os metodistas são 0,3% da população.

## Geografia
A sede da cidade é localizada a 700 metros de altitude e o ponto mais alto é a Pedra do Garrafão, com 1 450 metros de altitude. O ponto mais baixo é a divisa com Santa Leopoldina, que fica a 300 metros de altitude. Como os demais municípios da região serrana do Estado, Santa Maria de Jetibá tem um clima ameno, influenciado principalmente pela altitude. É o quinto município mais elevado do Estado em termos de altitude na sede, perdendo apenas para Venda Nova do Imigrante, que está a 730 metros acima do nível do mar, Ibatiba com 740 metros e Dores do Rio Preto com 774 metros acima do nível do mar e Ibitirama com 770 metros de altitude.

## Clima
Santa Maria de Jetibá tem um clima tropical de altitude (ou subtropical úmido), tipo Cwa segundo a classificação climática de Köppen-Geiger, registrando temperaturas entre as mais amenas no Espírito Santo, por causa da altitude. Possui verões relativamente quentes e úmidos e invernos secos e amenos. A primavera e o outono são estações de transição, apresentando características simultâneas do inverno e do verão ao longo de seus dias.
| Gráfico climático para Santa Maria de Jetibá                    | Gráfico climático para Santa Maria de Jetibá | Gráfico climático para Santa Maria de Jetibá | Gráfico climático para Santa Maria de Jetibá | Gráfico climático para Santa Maria de Jetibá | Gráfico climático para Santa Maria de Jetibá | Gráfico climático para Santa Maria de Jetibá | Gráfico climático para Santa Maria de Jetibá | Gráfico climático para Santa Maria de Jetibá | Gráfico climático para Santa Maria de Jetibá | Gráfico climático para Santa Maria de Jetibá | Gráfico climático para Santa Maria de Jetibá |
| --------------------------------------------------------------- | -------------------------------------------- | -------------------------------------------- | -------------------------------------------- | -------------------------------------------- | -------------------------------------------- | -------------------------------------------- | -------------------------------------------- | -------------------------------------------- | -------------------------------------------- | -------------------------------------------- | -------------------------------------------- |
| J                                                               | F                                            | M                                            | A                                            | M                                            | J                                            | J                                            | A                                            | S                                            | O                                            | N                                            | D                                            |
| 188 29 18                                                       | 103 28 18                                    | 125 27 17                                    | 88 26 15                                     | 60 25 13                                     | 36 24 12                                     | 49 24 13                                     | 48 25 14                                     | 66 25 16                                     | 125 26 17                                    | 193 27 17                                    | 209 26 16                                    |
| Temperaturas em °C • Precipitações em mmFonte: Climate-data.org |                                              |                                              |                                              |                                              |                                              |                                              |                                              |                                              |                                              |                                              |                                              |

## Idioma
Santa Maria de Jetibá é uma cidade bilíngue. É uma das poucas comunidades falantes do pomerano no Brasil, ao lado de Laranja da Terra, de Pomerode em Santa Catarina, e de cidades do Rio Grande do Sul, como São Lourenço do Sul, Arroio do Padre e Canguçu. A língua atualmente conta com uma proposta de grafia elaborada pelo etnolinguista Ismael Tressmann. A grafia elaborada pelo pesquisador culminou na publicação de um dicionário pomerano/português. Nas escolas municipais de Santa Maria de Jetibá são oferecidas aulas em língua pomerana. A cidade também conta com estação de rádio em língua pomerana, a Pommer Rádio.

## Turismo
A cidade conta vários pontos turísticos como o Horto Florestal (reserva de preservação encontrado na comunidade de São Luís), Museu da Imigração Pomerana, Monumento ao Imigrante Pomerano na Praça da Prefeitura, Pedra do Garrafão, e diversas cachoeiras espalhadas pelo interior do município.